# Chlorops marchali
Chlorops marchali is een vliegensoort uit de familie van de halmvliegen (Chloropidae). De wetenschappelijke naam van de soort is voor het eerst geldig gepubliceerd in 1935 door Mesnil in Balachowki & Mesnil.